# Gliese 163 b
Gliese 163 b (Гли́зе 163 b) — первая по расположению к светилу экзопланета в планетной системе звезды Глизе 163, красного карлика спектрального класса M3.5V, находящейся в созвездии Золотая Рыба на расстоянии около 48,9 световых лет от Земли. Планета является горячим мининептуном.

## Орбита
Планета обращается вокруг Глизе 163 на расстоянии 0.0607 а. е., совершая полный оборот за 8 с половиной земных дней по практически круговой орбите. Близкое расположение Gliese 163 b к своей материнской звезде делает невозможным наличие воды в жидком состоянии и соответственно существование жизни.